# Y-stoel
De Y-stoel of vorkbeenstoel is een stoelontwerp van de Deense meubelontwerper Hans Wegner (1914-2007).
De in 1949 ontworpen stoel CH24 dankt zijn naam aan de kenmerkende Y-vorm van de rug. De stoel is deels uitgevoerd in gebogen eikenhout en voorzien van een zitting van papierkoord. Wegners ontwerp combineert degelijk vakmanschap, een uitgepuurde vormgeving en functionaliteit met elkaar. Er zijn van de Y-stoel, internationaal bekend als Wishbone Chair, diverse replica's in omloop.